# Phoenix
Phoenix (pronunciado [ˈfiːnɪks]), conocida tradicionalmente en España como Fénix, es la capital y ciudad más poblada del estado estadounidense de Arizona y del condado de Maricopa. Tiene una población de 1 445 632 habitantes en su municipalidad, mientras que la cifra de población incluida en su área metropolitana asciende a 4 192 887 habitantes según el censo del año 2010, siendo por ello la sexta ciudad más poblada de los Estados Unidos y la capital de estado con mayor población.
Nacida a partir del asentamiento fundado por Jack Swilling y su esposa Trinidad Escalante en 1868 en las cercanías de los ríos Salado y Gila, se incorporó como ciudad el 5 de febrero de 1881. Toma su nombre del ave fénix (phoenix en inglés), nombre dado por lord Darrell Duppa. Es la principal ciudad del área metropolitana de Phoenix.
Esta ciudad se ha ido consolidando como una metrópolis moderna, en crecimiento y dinámica. En estos momentos Phoenix está viviendo un auge inmobiliario en lo que se refiere a edificaciones de más de 91 m de altura. Este crecimiento de la ciudad está empezando a crear grandes beneficios para sus habitantes.

## Toponimia
El origen del nombre de la ciudad proviene de la palabra latina phoenix, que hace referencia al ave fabulosa que los antiguos creyeron que era única y renacía de sus cenizas. Se lo impuso Darrell Dupa, simbolizando así el nacimiento de una nueva civilización sobre las ruinas de los asentamientos hohokam. Aunque en español el uso mayoritario es la grafía original, se documenta en ocasiones con la grafía «Fénix» en medios de comunicación como La Voz de América, El País (de España), o el Alto Comisionado de las Naciones Unidas para los Refugiados (ACNUR).

## Historia

### Prehistoria
El área que ocupa actualmente la ciudad de Phoenix estuvo habitada por más de mil años por los hohokams. Este pueblo construyó el primer sistema de irrigación del valle del Sol, estableciendo un sistema de canales de unos 217 km de longitud que permitía traer el agua desde el río Salado, con lo cual se hizo posible el establecimiento de las primeras granjas en medio del desierto. Las ruinas de Pueblo Grande, ocupadas entre los años 700 y 1400 d. C. son el vestigio del primer asentamiento en la ciudad.
El padre Eusebio Kino (1645‑1711) fue uno de los primeros europeos en visitar el lugar en el siglo XVII y XVIII. Los españoles se concentraron principalmente en las misiones de los indios pimas en el sur de Arizona, por lo que el valle del río Salado permaneció despoblado durante varios siglos antes del año 1860.

### Origen de la ciudad
Al final de la intervención estadounidense en México en 1848, gran parte del norte de México fue anexionada por los Estados Unidos e incluidas en el territorio de Nuevo México (incluyendo el área de la actual Phoenix). En 1867, el aventurero Jack Swilling paró para descansar en la zona norte de las montañas White Tank. Descubrió que el área cuenta con numerosas zonas agrícolas, libres de heladas. Solo se necesitaba agua. En 1868 construyó un canal que traía agua desde el río Salado y fundó una pequeña colonia a unos 6 km de la actual ciudad. La ciudad fue reconocida oficialmente el 4 de mayo de 1868.

### Prosperidad y modernidad
La llegada del ferrocarril en 1880 fue el primero de diversos acontecimientos que revolucionaron la economía de Phoenix. La ciudad se convirtió en un centro de comercio en la que los productos llegaban a los mercados de las costas este y oeste del país. La cámara del comercio de Fénix se estableció en 1888.
En 1902, el vicepresidente Theodore Roosevelt comenzó la construcción de presas en la zona oeste, satisfaciendo así las demandas de los habitantes del Valle del Sol. En 1911 la presa Roosevelt, una de las mayores del mundo, empezó a ser operativa. La presa creó también el lago Roosevelt que amplió la zona de irrigación. El 14 de febrero de 1912, el presidente William Howard Taft instituyó el estado de Arizona y nombró a Phoenix como su capital.
La economía de la ciudad es creciente y dinámica; actualmente el producto interno bruto de Arizona es de 352 000 millones de dólares, el 70 % de este corresponde a Pheonix y su área metropolitana.

## Economía
En las últimas cuatro décadas la mayor parte de las granjas se han destinado al pelado de cable industrial (mayoritariamente se recolecta cobre), y la economía se ha diversificado tanto como lo ha hecho la población. El auge de la construcción colapsó en el año 2008 con el inicio de la crisis financiera del 2007. Una gran parte de los residentes del área son empleados del gobierno. La Universidad del estado de Arizona también ha aumentado su área de influencia al aumentar su capacidad de investigación. Compañías de alta tecnología y de telecomunicaciones se han reubicado al área de la ciudad. A causa del clima con inviernos suaves, Phoenix se beneficia de una gran estación estival y recreativa, entre los que se encuentra la industria del golf.
Phoenix es la sede de siete compañías entre las quinientas mayores según la revista Fortune. Entre ellas podemos mencionar a Allied Waste, Avnet, Apollo Group (la cual maneja la Universidad de Phoenix), compañías mineras Freeport-McMoRan, PetSmart y abastecedoras de energía Pinnacle West. La sede de la división aeroespacial de Honeywell está en Fénix, donde también se ubica la sección de aeronáutica y mecánica.

## Geografía
Phoenix se encuentra ubicada en las coordenadas 33°34′20″N 112°5′17″O / 33.57222, -112.08806 en el valle del río Salado o valle del Sol del centro de Arizona. La ciudad yace al norte del desierto de Sonora, a una altitud promedio de unos 340 m s. n. m. Por lo general la topografía de Fénix es plana, excepto por algunas sierras en la periferia de la ciudad. Esto permite que la ciudad cuente con avenidas y calles anchas con un cuadriculado preciso, con caminos con amplios espacios al aire libre.
El río Salado corre en dirección oeste por la ciudad. El cauce del río por lo general está seco o con pequeñas corrientes a causa de los regadíos que utilizan sus aguas. La única excepción es en la temporada de tormentas o cuando se abren las presas en el cauce superior del río. La ciudad de Tempe construyó dos presas en el lecho del río Salado para crear un lago para la recreación de la población durante todo el año denominado lago de Tempe.
Según la Oficina del Censo de los Estados Unidos, Phoenix tiene una superficie total de 1341.48 km², de la cual 1338.25 km² corresponden a tierra firme y (0.24 %) 3.22 km² es agua.

## Demografía
Según el censo de 2010, había 1 445 632 personas residiendo en Phoenix. La densidad de población era de 1077.64 hab./km². De los 1 445 632 habitantes, Fénix estaba compuesto por el 65.85 % blancos, el 6.48 % eran afroamericanos, el 2.24 % eran amerindios, el 3.15 % eran asiáticos, el 0.18 % eran isleños del Pacífico, el 18.48 % eran de otras razas y el 3.62 % pertenecían a dos o más razas. Del total de la población el 40.8 % eran hispanos o latinos de cualquier raza.

Panorámica de la ciudad.

## Clima

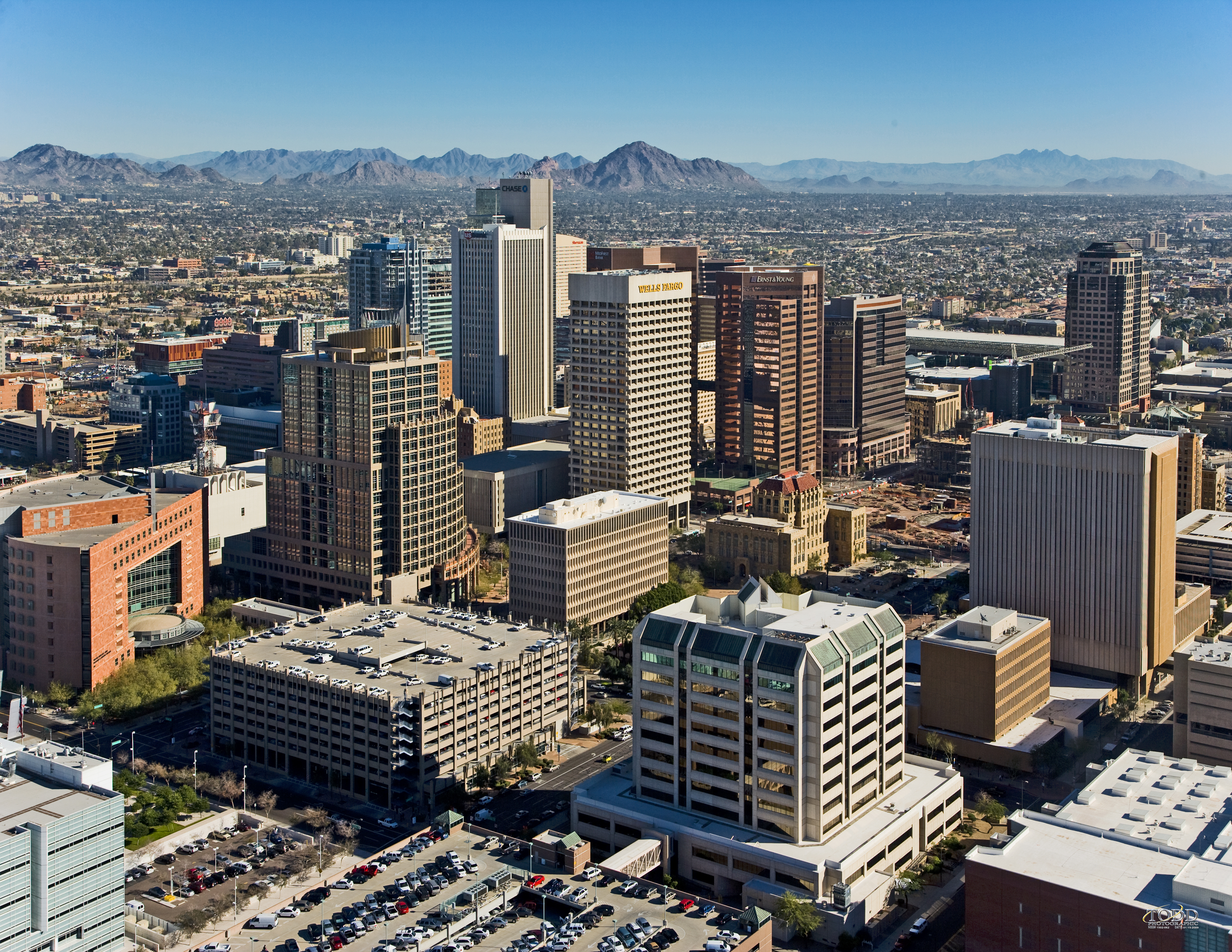
Panorama urbano del centro de Phoenix, con la avenida Central al fondo.

Phoenix tiene un clima árido, con veranos muy calientes e inviernos templados típicos del desierto de Sonora, en el que se encuentra. La alta temperatura promedio de verano es la más alta de todas las zonas pobladas de los Estados Unidos. La temperatura alcanza o supera los 38 °C sobre un promedio de 110 días durante el año, incluyendo la mayor parte de días a partir de finales de mayo a principios de septiembre, y durante un promedio de 18 días al año alcanza o supera la temperatura de 43 °C. El 26 de junio de 1990, la temperatura alcanzó los 50 °C.
Marzo es el mes más húmedo del año (27 mm) con junio como el mes más seco (2 mm). Aunque las tormentas sean posibles en cualquier momento del año, son más comunes en los meses de julio, agosto y septiembre.
La nieve es sumamente rara en esta región. La primera nevada oficialmente registrada fue en 1896, y desde entonces, las acumulaciones de 0.25 cm o mayor solo han ocurrido siete veces. La temperatura más baja registrada en Fénix fue de -8.8 °C, el 7 de enero de 1913.
| Parámetros climáticos promedio de Aeropuerto Internacional de Phoenix-Sky Harbor, Arizona (1991‑2020, extremos 1895‑presente) | Parámetros climáticos promedio de Aeropuerto Internacional de Phoenix-Sky Harbor, Arizona (1991‑2020, extremos 1895‑presente) | Parámetros climáticos promedio de Aeropuerto Internacional de Phoenix-Sky Harbor, Arizona (1991‑2020, extremos 1895‑presente) | Parámetros climáticos promedio de Aeropuerto Internacional de Phoenix-Sky Harbor, Arizona (1991‑2020, extremos 1895‑presente) | Parámetros climáticos promedio de Aeropuerto Internacional de Phoenix-Sky Harbor, Arizona (1991‑2020, extremos 1895‑presente) | Parámetros climáticos promedio de Aeropuerto Internacional de Phoenix-Sky Harbor, Arizona (1991‑2020, extremos 1895‑presente) | Parámetros climáticos promedio de Aeropuerto Internacional de Phoenix-Sky Harbor, Arizona (1991‑2020, extremos 1895‑presente) | Parámetros climáticos promedio de Aeropuerto Internacional de Phoenix-Sky Harbor, Arizona (1991‑2020, extremos 1895‑presente) | Parámetros climáticos promedio de Aeropuerto Internacional de Phoenix-Sky Harbor, Arizona (1991‑2020, extremos 1895‑presente) | Parámetros climáticos promedio de Aeropuerto Internacional de Phoenix-Sky Harbor, Arizona (1991‑2020, extremos 1895‑presente) | Parámetros climáticos promedio de Aeropuerto Internacional de Phoenix-Sky Harbor, Arizona (1991‑2020, extremos 1895‑presente) | Parámetros climáticos promedio de Aeropuerto Internacional de Phoenix-Sky Harbor, Arizona (1991‑2020, extremos 1895‑presente) | Parámetros climáticos promedio de Aeropuerto Internacional de Phoenix-Sky Harbor, Arizona (1991‑2020, extremos 1895‑presente) | Parámetros climáticos promedio de Aeropuerto Internacional de Phoenix-Sky Harbor, Arizona (1991‑2020, extremos 1895‑presente) |
| Mes | Ene. | Feb. | Mar. | Abr. | May. | Jun. | Jul. | Ago. | Sep. | Oct. | Nov. | Dic. | Anual |
| --- | --- | --- | --- | --- | --- | --- | --- | --- | --- | --- | --- | --- | --- |
| Temp. máx. abs. (°C) | 31.1 | 33.3 | 37.8 | 40.6 | 45.6 | 50 | 49.4 | 47.2 | 46.7 | 45 | 37.2 | 30.6 | 50 |
| Temp. máx. media (°C) | 19.8 | 21.6 | 25.6 | 29.7 | 34.7 | 40.1 | 41.4 | 40.6 | 38 | 31.8 | 24.7 | 19 | 30.6 |
| Temp. media (°C) | 13.8 | 15.5 | 19.1 | 22.9 | 27.8 | 33 | 35.3 | 34.7 | 31.8 | 25.2 | 18.4 | 13.2 | 24.2 |
| Temp. mín. media (°C) | 7.8 | 9.4 | 12.5 | 16 | 20.8 | 25.9 | 29.2 | 28.7 | 25.6 | 18.7 | 12.1 | 7.4 | 17.8 |
| Temp. mín. abs. (°C) | -8.9 | -4.4 | -3.9 | 1.7 | 3.9 | 9.4 | 17.2 | 14.4 | 8.3 | 1.1 | -2.8 | -5.6 | -8.9 |
| Precipitación total (mm) | 22.1 | 22.1 | 21.1 | 5.6 | 3.3 | 0.5 | 23.1 | 23.6 | 14.5 | 14.2 | 14.5 | 18.8 | 183.4 |
| Días de precipitaciones (≥ 0.2 mm)                                                                                            | 3.8 | 4.1 | 3.1 | 1.5 | 1.0 | 0.5 | 3.9 | 4.6 | 2.5 | 2.2 | 2.2 | 4.0 | 33.4 |
| Horas de sol | 256.0 | 257.2 | 318.4 | 353.6 | 401.0 | 407.8 | 378.5 | 360.8 | 328.6 | 308.9 | 256.0 | 244.8 | 3871.6 |
| Humedad relativa (%) | 50.9 | 44.4 | 39.3 | 27.8 | 21.9 | 19.4 | 31.6 | 36.2 | 35.6 | 36.9 | 43.8 | 51.8 | 36.6 |
| Fuente: NOAA (humedad y horas de sol 1961‑1990), Weather.com                                                                  | | | | | | | | | | | | | |

## Medios de comunicación
El primer diario de Phoenix fue la revista Salt Clavar Valley Herald, que cambió de nombre para Phoenix Herald en 1880. En la actualidad, dos periódicos de gran tirada sirven la ciudad: The Arizona Republic y el East Valley Tribune. Numerosos diarios de vecindad gratuitos existen también como: Phoenix New Times, Arizona States University, entre otros.
También se encuentran numerosas cadenas de televisión, las principales son: KPNX 12 (NBC), KNXV 15 (ABC), KPHO (CBS), KSAZ (FOX), entre otras.

## Educación

### Escuelas
Distritos escolares que forman parte de Phoenix son:
Distritos escolares de escuelas preparatorias (high schools):
- Distrito de Escuelas Preparatorias de Phoenix Unión
- Distrito Escolar de Enseñanza Secundaria de Tempe Union[23]

Distritos escolares de escuelas primarias y medias:
- Distrito Escolar Alhambra
- Distrito Escolar Primario 1 de Phoenix
- Distrito Escolar Balsz
- Distrito Escolar Cartwright
- Distrito Escolar Creighton
- Distrito Escolar Fowler
- Distrito Escolar Isaac
- Distrito Escolar Laveen
- Distrito Escolar Litchfield
- Distrito Escolar Madison
- Distrito Escolar Murphy
- Distrito Escolar Osborn
- Distrito Escolar Pendergast
- Distrito Escolar Riverside
- Distrito Escolar Roosevelt
- Distrito Escolar Union
- Distrito Escolar Washington
- Distrito Escolar Wilson

Distritos escolares unificados (gestionan primarias, medias y preparatorias):
- Distrito Escolar Unificado de Deer Valley
- Distrito Escolar Unificado de Scottsdale[24]

### Bibliotecas
La Biblioteca Pública de Phoenix gestiona bibliotecas públicas en Fénix.

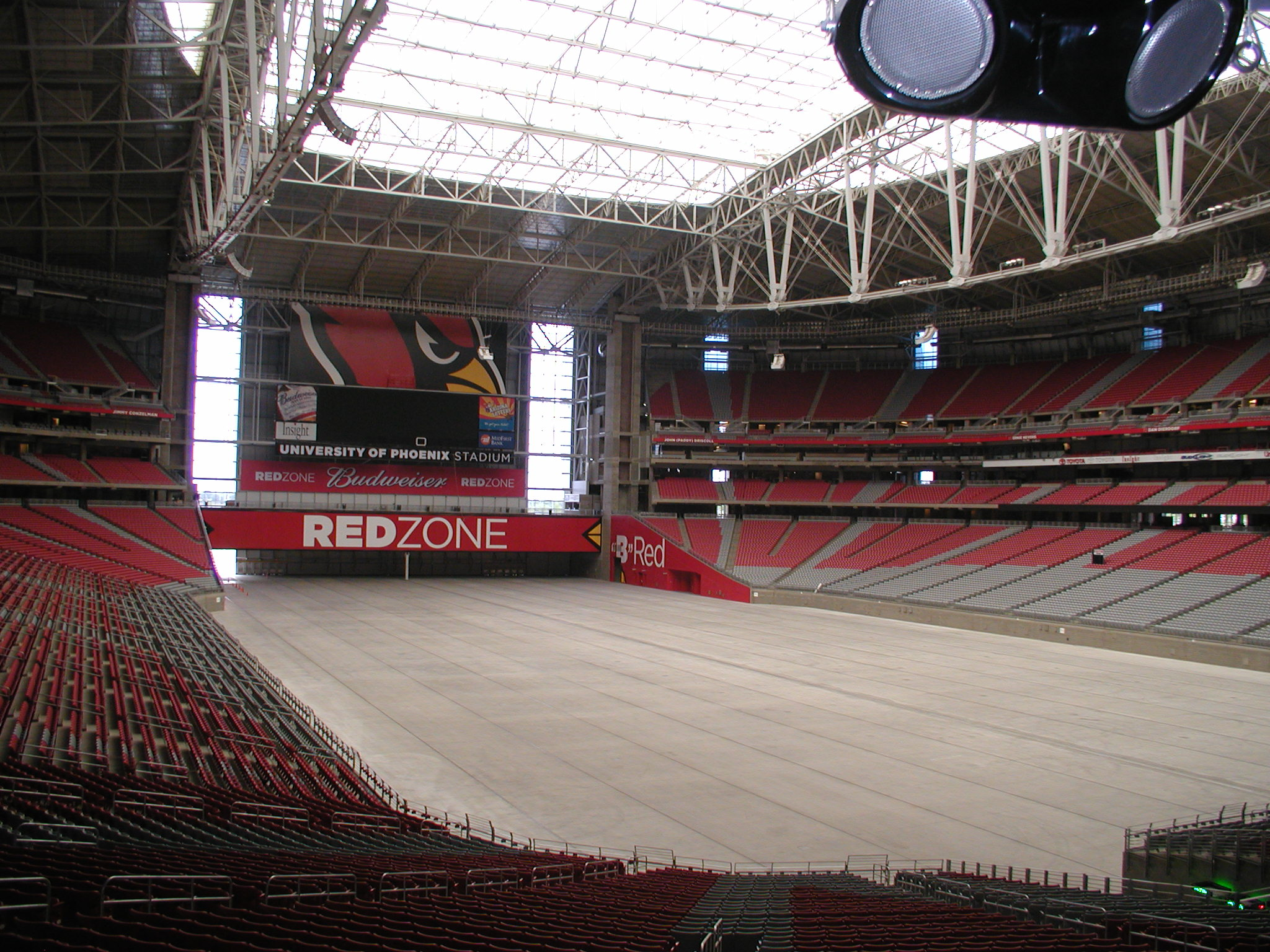
Estadio de la Universidad de Phoenix.

## Monumentos y lugares de interés
- Capitolio de Arizona

## Gastronomía
Phoenix por mucho tiempo ha sido conocida por la auténtica gastronomía mexicana, gracias a la proximidad con México y a la gran cantidad de mexicanos. Pero un auge demográfico ha atraído a gente de todos los Estados Unidos, y en grado menor de otros países, lo que ha influido en la cocina local. Alimentos internacionales tanto brasileños, coreanos, italianos como franceses se han vuelto más comunes en los últimos años, sin embargo aún es la gastronomía mexicana la más popular encontrándose restaurantes mexicanos por toda la ciudad. Actualmente, la gastronomía mexicana, ha tenido un crecimiento muy importante, ya que se han ocupado diferentes espacios comerciales, que anteriormente a la crisis económica eran tiendas departamentales, y ahora se han transformado en auténticos sitios de corte popular, tal es el caso del mercado de los cielos, ubicado en el ala sur del Desert Sky Mall, al oeste de Fénix. En él se puede encontrar una gran variedad de pequeños establecimientos, en donde se ofrecen platillos típicos mexicanos, abarcando diferentes zonas gastronómicas del país; También podemos encontrar artesanías, calzado, ropa, servicios, etc. Todo esto se conjunta y asemeja a un ambiente que se podría comparar con un mercado típico mexicano.

## Ciudades hermanadas
Phoenix está hermanada con diez ciudades:
| - - Calgary (Alberta, Canadá) (1997) - - Catania (Italia) (2001) - - Chengdu (China) (1986) - - Ennis (Irlanda) (1988) - - Grenoble (Ródano-Alpes, Francia) (1990) | - - Hermosillo (Sonora, México) (1975) - - Himeji (Japón) (1976) - - Praga (República Checa) (1991) - - Ramat-Gan (Israel) (2005) - - Taipéi (Taiwán) (1979) |

### Convenios
- - Zapopan (Jalisco, México)